# Desa Sucen (administrativ by i Indonesien, lat -7,19, long 110,18)
Desa Sucen är en administrativ by i Indonesien.   Den ligger i provinsen Jawa Tengah, i den västra delen av landet, 400 km öster om huvudstaden Jakarta.